# Pulkava z Radenína

Tekst najstarszego rękopisu kroniki Pulkavy

Pulkava z Radenína, Přibík, łac. Przibico de Radenin dicti Pulkavae (zm. 1380) – czeski duchowny, pisarz i kronikarz.

## Życiorys
Był sekretarzem arcybiskupa Pragi, a od 1373–1377 rektorem w szkole świętego Idziego (sv. Jiljí) w Pradze. Od roku 1378 proboszczem w Chudenicach.

## Dzieło
- Na wniosek Karola IV przetłumaczył Vita Caroli.
- Kronika česká lub Nová kronika česká, albo Pulkavova kronika – napisana na zlecenie Karola IV. Pulkava napisał ją łaciną i sam dokonał przekładu na czeski (warte uwagi jest to, iż jest to bardzo niedokładny przekład).

Kronika zaczyna się od pomieszania języków, a kończy w 1330 - śmiercią Elżbiety Przemyślidki. Początkowo miała dochodzić aż do końca panowania Karola IV. Kronika jest kompilacją głównie Kosmasa i innych kronikarzy, m.in. Dalimila.